# Rotala densiflora
Rotala densiflora är en fackelblomsväxtart som först beskrevs av Roemer och Schultes, och fick sitt nu gällande namn av Emil Bernhard Koehne. Rotala densiflora ingår i släktet Rotala och familjen fackelblomsväxter. Inga underarter finns listade i Catalogue of Life.

## Bildgalleri

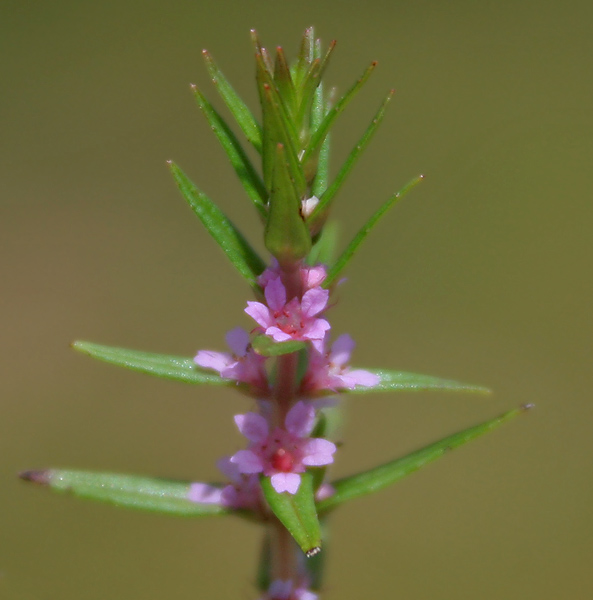
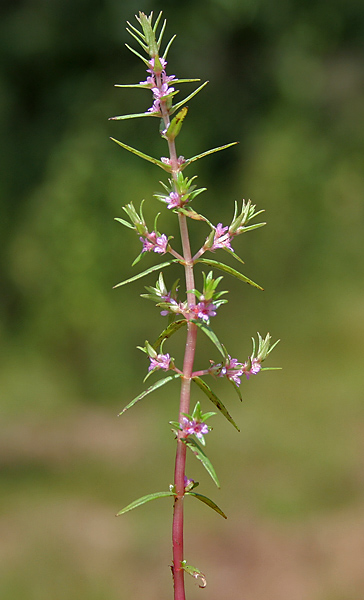